# За Калварийо
За Калварийо (на словенски: Za Kalvarijo) е село в Словения, Подравски регион, община Марибор. Според Националната статистическа служба на Република Словения през 2002 г. селото има 136 жители.